# Albino Bernardini
Albino Bernardini (Siniscola, 18 ottobre 1917 – Bagni di Tivoli, 31 marzo 2015) è stato uno scrittore e insegnante italiano.

## Biografia
Nasce a Siniscola, provincia di Nuoro, nel 1917. Frequenta le elementari nel suo paese e poi si trasferisce a Chiavari (Genova). Rientra in Sardegna e si iscrive all'Istituto magistrale di Nuoro. Dopo il diploma magistrale è chiamato alle armi e partecipa alla Seconda guerra mondiale, prima sul fronte occidentale, poi in Albania, Grecia e Iugoslavia.
Dopo il 1945, tornato in Sardegna, si dedica interamente alla scuola. Negli anni '50 stabilisce rapporti con il Movimento di Cooperazione Educativa, di cui è membro attivo e dove, tra gli altri, conosce il poeta-scrittore per bambini Gianni Rodari.
Nel 1960 si trasferisce a Bagni di Tivoli, in provincia di Roma, e comincia a insegnare in una scuola elementare nella borgata romana di Pietralata. Da questa esperienza nasce il romanzo-diario Un anno a Pietralata, dove narra delle sue vicissitudini alle prese con una classe impegnativa; a questo libro sarà ispirato lo sceneggiato televisivo Diario di un maestro del 1972, diretto da Vittorio De Seta e trasmesso dalla RAI nel 1973, in quattro puntate, accolto molto bene dal pubblico.
Nel 2005, l'Università di Cagliari gli ha conferito la laurea honoris causa in pedagogia.
Il 14 maggio 2011, a Nuoro, gli viene assegnato il premio Civetta d'oro, in una cerimonia tenutasi durante il convegno della Gilda degli Insegnanti dal titolo Dalle bacchette di Lula all'insegnante bacchettato, nell'auditorium dell'Istituto tecnico commerciale Salvatore Satta.
Muore a Bagni di Tivoli, nella città metropolitana di Roma Capitale, il 31 marzo 2015.
In occasione dei cento anni dalla nascita, il settimanale La Lettura, supplemento culturale del Corriere della Sera, ha dedicato a Bernardini un fumetto di due tavole intitolato Un maestro di borgata, sceneggiato da Giuseppe Pollicelli e disegnato da Ilaria Vescovo (La Lettura n. 306 dell'8 ottobre 2017).

## Opere
- Un anno a Pietralata, Firenze, La Nuova Italia, 1968
- Le bacchette di Lula, Firenze, La Nuova Italia, 1969
- La scuola nemica, Roma, Editori Riuniti, 1973
- La supplente, Firenze, La Nuova Italia, 1975
- Diventare maestri, Firenze, La Nuova Italia, 1975
- Viaggio nella scuola sovietica, Trapani, Celebes Editore, 1977
- Bobbi va a scuola, Torino, Eri Junior, 1981
- Uno strano compagno di scuola, Torino, Eri, 1987
- Disavventure di un povero soldato, Bergamo, Edizioni Scolastiche Walk Over, 1988
- Le avventure di Grodde, Roma, Editori Riuniti, 1989
- Tante storie sarde, Cagliari, Ed. Castello, 1991
- La banda del bolide, Cagliari, Editrice Dattena, 1991
- Storie di gente comune (con Tonino Mameli), Cagliari, Ed. Castello, 1993
- Il Palazzo delle Ali et ateros contos, Cagliari, Condaghes, 1995
- Un viaggio lungo trent’anni, Cagliari, Ed. Castello, 1996
- Eppure gli volevo tanto bene!, Patti, Casa Editrice Kimerik, 2009
- Tre ragazzi e un cane... e altri racconti, Patti, Casa Editrice Kimerik, 2010
- Un secolo di memorie, Patti, Casa Editrice Kimerik, 2011.